# Leão Esguro

Peloponeso e Ática na Idade Média

Leão Esguro (em grego: Λέων Σγουρός; romaniz.: Leo Sgouros; em latim: Leo Sgurus) foi um senhor independente bizantino na região nordeste do Peloponeso no início do século XIII. Patriarca da família magnata Esguro, sucedeu ao pai como senhor hereditário na região da Náuplia. Aproveitando-se do caos provocado pelo saque de Constantinopla pela Quarta Cruzada, se declarou independente.
Leão era um dos vários governantes locais que apareceram por todo o Império Bizantino durante os anos finais da dinastia dos Ângelos. Ele expandiu seu domínio até a Coríntia e a Grécia Central, eventualmente vindo a se casar com a filha do antigo imperador bizantino Aleixo III Ângelo (r. 1195–1203). Suas conquistas, porém, foram fugazes, pois os cruzados o empurraram de volta ao Peloponeso. Cercado em sua fortaleza em Acrocorinto, ele se suicidou em 1208.

## Ascensão ao poder
Leão Esguro sucedeu ao pai, Teodoro Esguro, por volta de 1198 como governador da região da Náuplia e da Argólida, um dos distritos conhecidos como oria, que recolhia impostos e provia navios para a marinha bizantina. Por volta de 1201 ou 1202, quando uma revolta na Tessália e na Macedônia liderada por Manuel Camitzes e Dobromir Crisos isolou a Grécia Meridional de Constantinopla, diversas revoltas irromperam no Peloponeso: Leão Camareto tomou posse de Esparta e a Monemvasia sofreu com violentas disputas entre as suas principais famílias. O próprio Leão se aproveitou da oportunidade e se estabeleceu como um governante independente, capturando as cidadelas de Argos e Corinto. A hostilidade de Leão contra a Igreja, que nesta época era vista como "defensora da ordem tradicional" nas palavras de Michael Arnold, era intensa: o bispo de Náuplia foi preso, enquanto que o de Corinto foi convidado para jantar, cegado e atirado à morte do alto de Acrocorinto. De fato, Esguro é geralmente apresentado como sendo uma pessoa violenta: numa carte, Miguel Coniates, o bispo de Atenas, relembra como Esguro agrediu até a morte um jovem parente dele que lhe fora entregue como refém simplesmente por ele ter derrubado um copo de vidro enquanto servia à sua mesa.
O governo imperial enviou o mega-duque Miguel Estrifno para combatê-lo. Estrifno passou o inverno de 1201-02 em Atenas, mas ele aparentemente não conseguiu conter o poder de Esguro. Logo em seguida, enquanto o governo bizantino estava preocupado com a Quarta Cruzada, Esguro lançou diversos raides navais contra Atenas, tendo como aliados os piratas de Salamina e Egina. Coniates apelou para os ministros do imperador, Teodoro Irênico e Constantino Tornício, mas em vão. No final, ele foi forçado a viajar para Constantinopla pessoalmente para conseguir ajuda. Ele retornou e encontrou Atenas isolada da capital da província, Tebas, pelas tropas de Esguro.

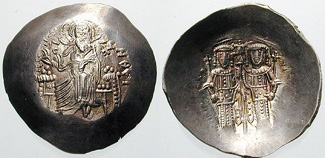
Áspro traqueia de r.

Em 1203, ao mesmo tempo em que Constantinopla estava sendo ameaçada pela Quarta Cruzada e apesar da tentativas de Coniates, Esguro marchou contra Atenas, alegando que os habitantes da cidade estavam abrigando fugitivos da justiça. Seus homens conseguiram tomar a cidade, mas os habitantes, liderados por Coniates, continuaram a resistir baseados na acrópole, apesar do pesado bombardeio das armas de cerco de Leão. Ele deixou a Acrópole sitiada e, depois de incendiar a cidade, partiu para a Beócia. Tebas foi invadida e Esguro continuou em direção da Tessália. Perto de Lárissa, ele se encontrou com Aleixo III Ângelo, que havia fugido do ataque cruzado a Constantinopla. Em troca da proteção do imperador foragido, ele recebeu a mão em casamento da terceira filha de Aleixo, Eudócia Angelina (o terceiro casamento de Leão) e o título de déspota. Esguro estava bem encaminhado em seu projeto de formar um estado independente no sul da Grécia, que tinha, com grande probabilidade, chances de se tornar, nas palavras do medievalista John Van Antwerp Fine, "um caso duradouro", até a chegada dos cruzados.

## Derrota e morte

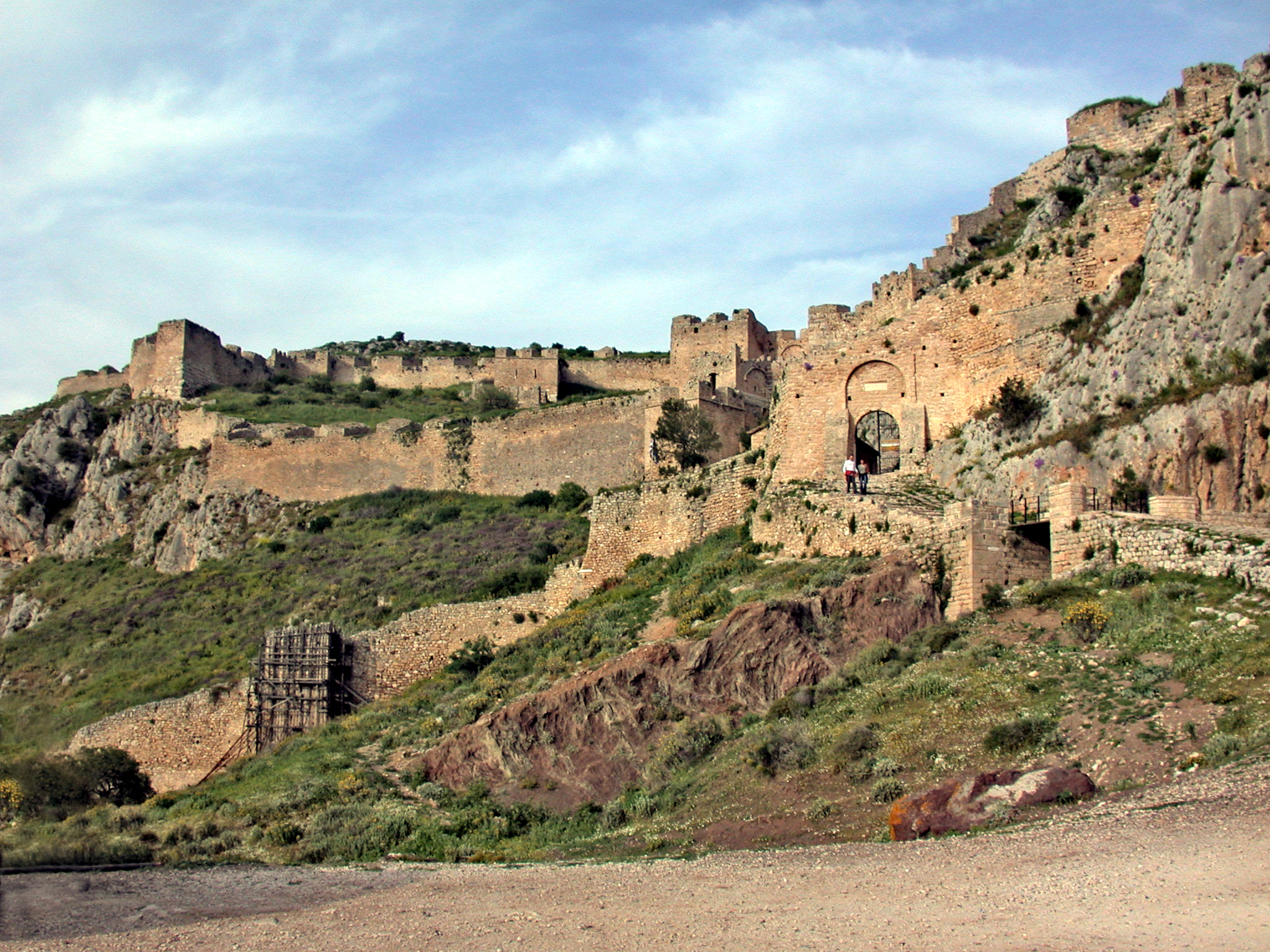
Fortificações de Acrocorinto

No outono de 1204, após o saque de Constantinopla, os cruzados sob Bonifácio de Monferrato marcharam para a Tessália e se voltaram para o sul. Esguro recuou frente à superioridade do exército cruzado. Inicialmente, ele planejou resistir no passo dos Termópilas,, mas acabou recuando para o Peloponeso, estabelecendo sua defesa no istmo de Corinto. O exército de Bonifácio tomou a Beócia e Ática sem resistência e libertou Atenas, que estava cercada, onde Coniates rendeu-lhe a cidade. O primeiro assalto das forças de Bonifácio contra as defesas de Esguro no istmo foi repelido, mas o segundo conseguiu passar e, já na primavera de 1205, os cruzados controlavam toda a zona rural do nordeste do Peloponeso, enquanto que as cidades ainda resistiam.
Esguro recuou e foi bloqueado em sua fortaleza, a fortificada cidadela de Acrocorinto, num cerco que duraria cinco anos. A resistência de Esguro foi enérgica, com diversas sortidas que pressionavam o exército inimigo. Para apertar o cerco, os "francos" construíram dois fortes, um na colina de Pendéscufos e outro no acesso oriental. De acordo com a lenda, Esguro eventualmente se desesperou e, em 1208, ele pulou do alto de uma colina montado em seu cavalo. A resistência continuou sob um tal Teodoro mas, ao final, a cidadela caiu em 1210, terminando assim com o último dos grandes centros de resistência à fundação do Principado de Acaia, parte da chamada "francocracia".